# Molukkenspoorbrug
De Molukkenspoorbrug is een spoorbrug in Amsterdam-Oost.
De spoorbrug werd aangelegd in het kader van de Spoorwegwerken Oost, waarbij het spoor van het maaiveldniveau werd getild naar een dijklichaam. Ter hoogte van de kruising van het spoor Amsterdam-Hilversum/Amersfoort lag hier in de jaren dertig al een dijklichaam van  zand. In 1933 werd besloten om een 22,5 meter brede doorgang te maken tussen (dan nog het verlengde van) de Molukkenstraat en de Archimedesweg. Direct ten zuiden van het spoorviaduct begon en begint het spooremplacement Watergraafsmeer. 
Het werk werd samen met een ander bouwkundig kunstwerk aanbesteed in december 1933. Tijdens de aanbesteding werd er tegen geprotesteerd omdat de Nederlandse Spoorwegen min of meer had 'beloofd' dat Amsterdamse aannemers zouden profiteren van de werkzaamheden. Het werk werd echter uitbesteed aan NV Het Spoorwegbouwbedrijf te Utrecht. Het protest werd landelijk nieuws. Maart 1936 is de onderdoorgang een feit geworden. Sindsdien is er ter plaatse weinig veranderd.   
Het viaduct kreeg pas in 2017 haar naam; een vernoeming naar de Molukken. De brug vertoont een grote gelijkenis met de andere spoorbruggen uit het project. Er zijn metalen liggers op metalen brugpijlers, de lichtgele betegeling van de landhoofden en de keerwanden zijn aan vier zijden afgerond, opgetrokken uit baksteen met natuurstenen legplaten. Bijzonder is een kleine plaquette die herinnert aan de opening, afgebeeld zijn de twee stadswapens (Amsterdam en Watergraafsmeer) en de (verdwenen) spoorbomen.

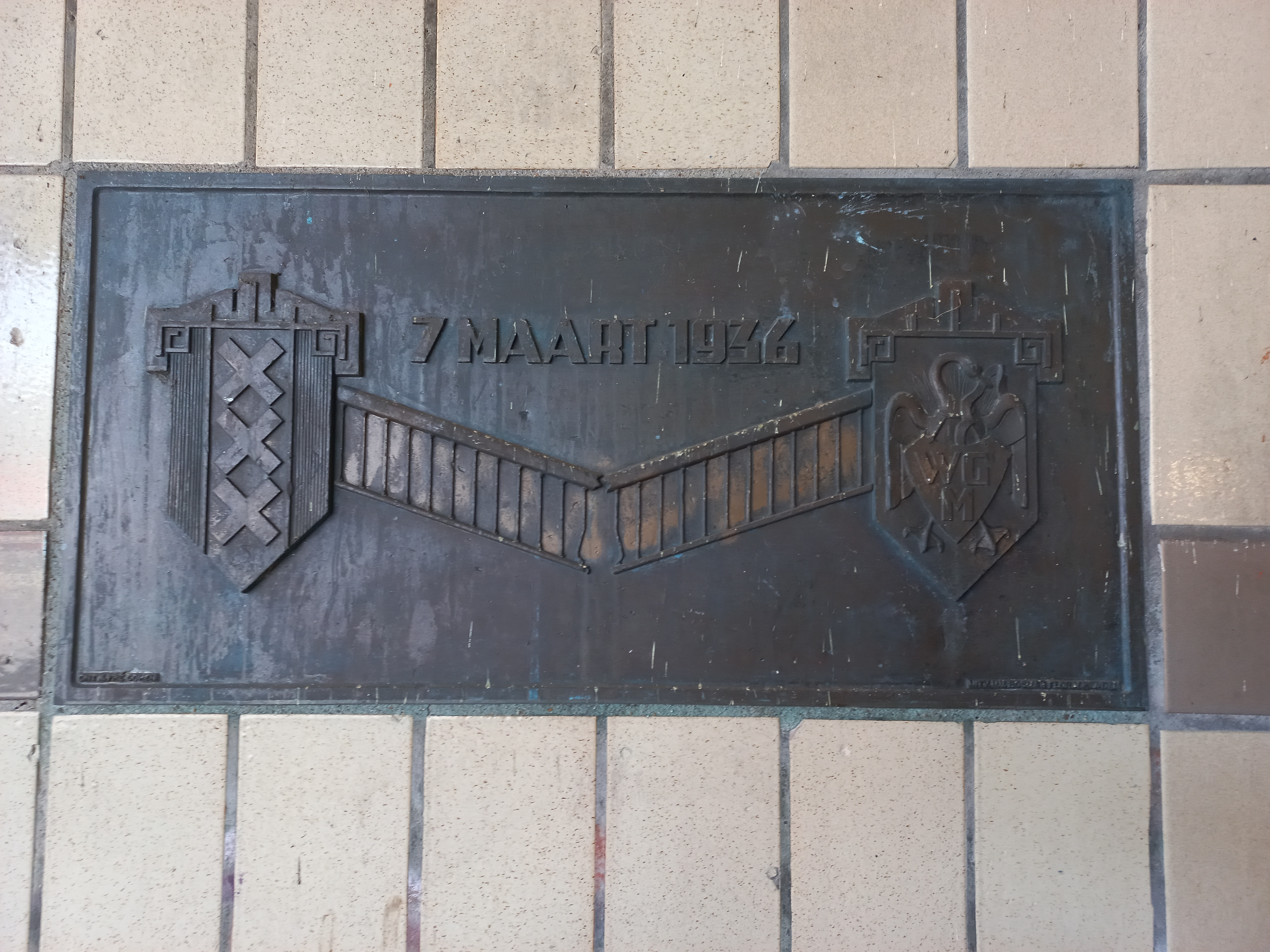
Plaquette (juni 2025)

Abcouderpadspoorbrug ·
AMC-Padspoorbrug ·
Amstelveensewegspoorbrug ·
Anderlechtspoorbrug ·
Arlandaspoorbrug ·
Basiswegspoorviaduct Oost ·
Basiswegspoorviaduct West ·
Beethovenspoorbrug ·
Ben Viljoenspoorbrug ·
Beukenwegspoorbrug ·
Bonispoorbrug ·
Bos en Lommerspoorbrug ·
Spoorbrug in de Burgemeester Stramanweg · 
Bullewijkspoorbrug ·
Carrascospoorviaduct ·
Celebesspoorbrug ·
Comeniusspoorbrug ·
Czaar Peterspoorbrug ·
Cruquiusspoorbrug ·
Dalsteinbrug ·
Domselaerspoorbrug ·
Erasmusspoorbrug ·
Europaboulevardspoorbrug ·
Frans de Wollantsspoorbrug ·
Gaasperdammerspoorbrug ·
Haarlemmerwegspoorbrug ·
Heemstedespoorbrug ·
Hemsterhuisspoorbrug ·
Henk Sneevlietspoorbrug ·
Hoogoorddreefspoorbrug ·
Houtmanspoorbrug ·
Houttuinenspoorbrug ·
Insulindespoorbrug ·
Jan Evertsenspoorbrug ·
Jan van Galenspoorbrug ·
Johan Huizingaspoorbrug ·
Kabelwegspoorbrug ·
Karspeldreefspoorbrug ·
Kastrupspoorbrug ·
Kattenburgerspoorbrug ·
Korte Prinsengrachtspoorbrug ·
Kruislaanspoorbrug ·
Lelylaanspoorbrug ·
Linnaeuskadespoorbrug ·
Linneausstraatspoorbrug ·
Meibergpadspoorbrug ·
Molukkenspoorbrug ·
Mr. Treubspoorbrug ·
Museumlijnspoorbrug ·
Nieuwegeinspoorbrug ·
Nieuwe Haagsespoorbrug ·
Noordzeewegspoorbrug ·
Omvalspoorbrug ·
Oostertoegangsspoorbrug ·
Oosterdoksspoorbrug ·
Overbrakerspoorbrug ·
Overzichtspoorbrug ·
Pablo Nerudaspoorbrug West ·
Pablo Nerudaspoorbrug Oost ·
Parnassusspoorbrug ·
Piarcospoorviaduct ·
Pieter Calandspoorbrug ·
Planciusspoorbrug ·
Ringdijkspoorbrug ·
Robert Fruinspoorbrug ·
Rozenoordspoorbrug ·
Schinkelspoorbrug ·
Seinewegspoorbrug Noord ·
Seinewegspoorbrug Zuid ·
Sloterdijkerwegspoorweg ·
Solitudolaanspoorbrug ·
Spaarndammerspoorbrug ·
Strandvlietspoorbrug ·
Tafelbergspoorbrug ·
Tjepmaspoorbrug ·
Transformatorwegspoorbrug ·
Van Swindenspoorbrug ·
Vlaardingenspoorbrug ·
Westerdoksdijkspoorbrug ·
Westertoegangsspoorbrug ·
Wibautspoorbrug ·
Wiltzanghspoorbrug ·
Wijttenbachspoorbrug ·
Zaandijkspoorbrug ·
Zaventemspoorbrug ·
Zeeburgerdijkspoorbrug ·
Zeeburgerpadspoorbrug